# Campo de Calatrava
Campo de Calatrava este o arie protejată (arie de protecție specială avifaunistică — SPA) din Spania întinsă pe o suprafață de 8.966,23 ha, integral pe uscat.

## Localizare
Centrul sitului Campo de Calatrava este situat la coordonatele 38°54′18″N 3°55′01″W / 38.905°N 3.9169°V.

## Înființare
Situl Campo de Calatrava a fost declarat arie de protecție specială avifaunistică în iulie 2005 pentru a proteja 23 de specii de animale.

## Biodiversitate
Situată în ecoregiunea mediteraneană, aria protejată conține 6 habitate naturale: Pseudostepă cu ierburi și specii anuale de Thero-Brachypodietea, Râuri mediteraneene cu debit permanent cu specii de Paspalo-Agrostidion și galerii riverane de Salix și de Populus alba, Pajiști umede mediteraneene cu ierburi înalte de Molinio-Holoschoenion, Galerii de Salix alba și de Populus alba, Galerii și tufărișuri riverane sudice (Nerio-Tamaricetea și Securinegion tinctoriae), Lacuri eutrofice naturale cu vegetație de tip Magnopotamion sau Hydrocharition.
La baza desemnării sitului se află mai multe specii protejate:
- păsări (21): Alectoris rufa, pasărea ogorului (Burhinus oedicnemus), șorecarul comun (Buteo buteo), ciocârlie-cu-degete-scurte (Calandrella brachydactyla), erete de stuf (Circus aeruginosus), erete cenușiu (Circus pygargus), dumbrăveancă (Coracias garrulus), prepeliță (Coturnix coturnix), Falco naumanni, ciocârlan (Galerida cristata), Galerida theklae, ciocârlie de bărăgan (Melanocorypha calandra), prigoare (Merops apiaster), gaia neagră (Milvus migrans), gaia roșie (Milvus milvus), codobatura galbenă (Motacilla flava), pietrar mediteranean (Oenanthe hispanica), dropie (Otis tarda), Pterocles alchata, Pterocles orientalis, spârcaci (Tetrax tetrax)
- amfibieni (1): Discoglossus galganoi
- reptile (1): Mauremys leprosa

Pe lângă speciile protejate, pe teritoriul sitului au mai fost identificate 3 specii de păsări, 4 specii de amfibieni.